# Castello di Tagliacozzo
Il castello di Tagliacozzo si trova a Tagliacozzo (AQ), in Abruzzo. Di esso restano i ruderi dei torrioni e della cinta muraria. Sorge a un'altitudine di 998 m s.l.m.

## Storia

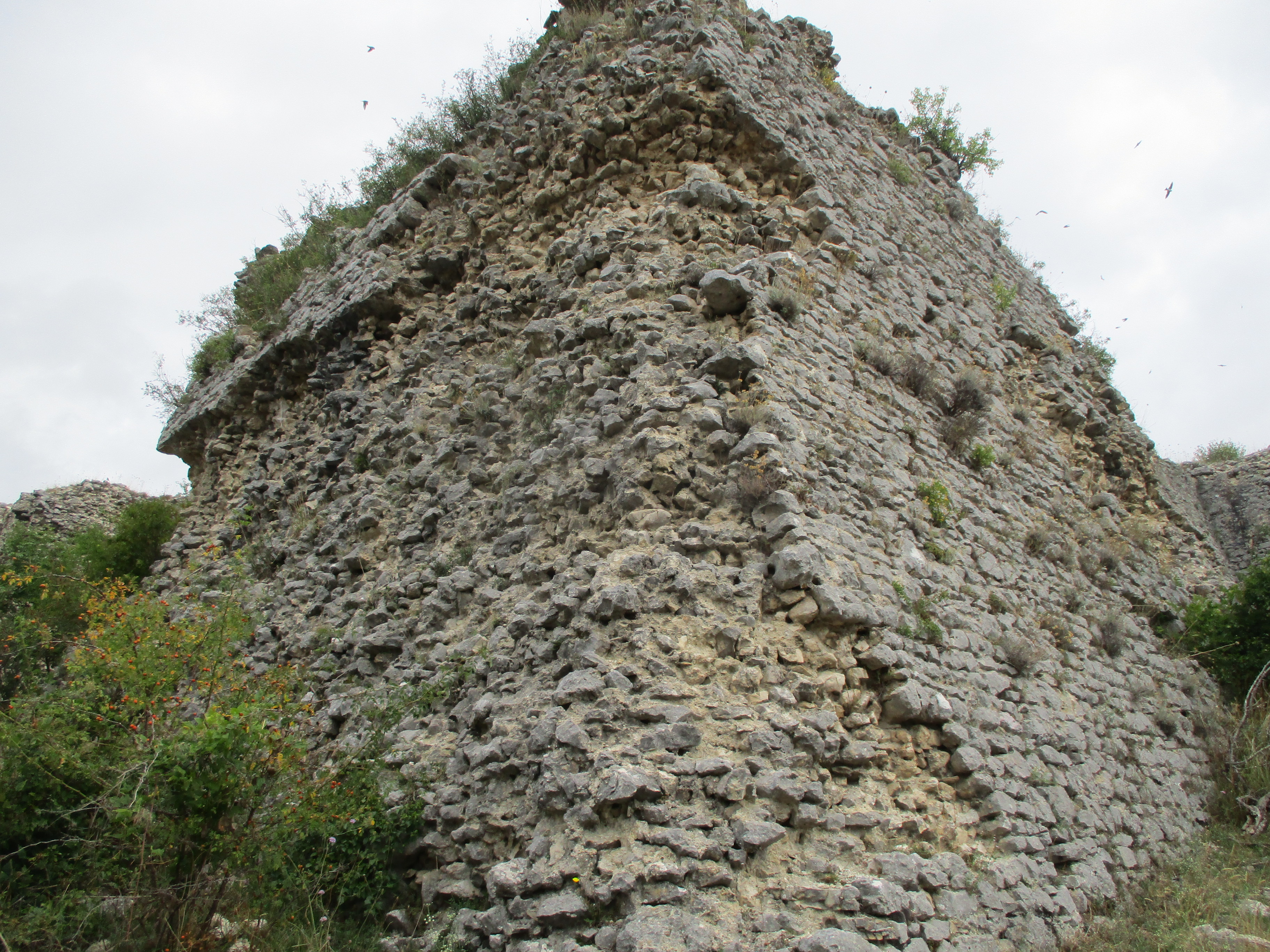
Ruderi di un torrione

Il castello-recinto medievale di Tagliacozzo, situato a 998 m s.l.m. sulla sommità del monte Civita, venne presumibilmente edificato sul sito di un preesistente oppidum equo dai conti dei Marsi tra il X e il XII secolo, periodo in cui la contea dei Marsi fu dotata d'indipendenza amministrativa in seno al ducato di Spoleto. La struttura militare ebbe il compito di difendere la cittadella che si estendeva dalla contemporanea località di Altolaterra all'area posta a ridosso dello stesso castello. Era posta in comunicazione visiva con i castelli di San Donato e Tremonti e con la torre cintata di Roccacerro.
Passato nel corso del XII secolo sotto il controllo della nobile famiglia De Ponte, divenne in seguito la sede comitale della "Civitella de Taliacotium" governata dagli Orsini. Adeguata a livello architettonico ad una rocca, alla fine del Quattrocento passò unitamente al ducato tagliacozzano sotto il controllo della famiglia Colonna.
Nel XVII secolo la rocca di Tagliacozzo cadde in rovina insieme all'adiacente chiesa di Santa Cecilia.

## Architettura
La pianta quadrangolare della struttura, ridotta allo stato di rudere, presenta quattro torri d'avvistamento in posizione angolare, di cui sono visibili i resti. Internamente c'è l'ampio cortile scoperto e tutt'intorno il muro di cinta. Accanto alla fortificazione ci sono i ruderi della chiesa di Santa Cecilia.